# Dragracing

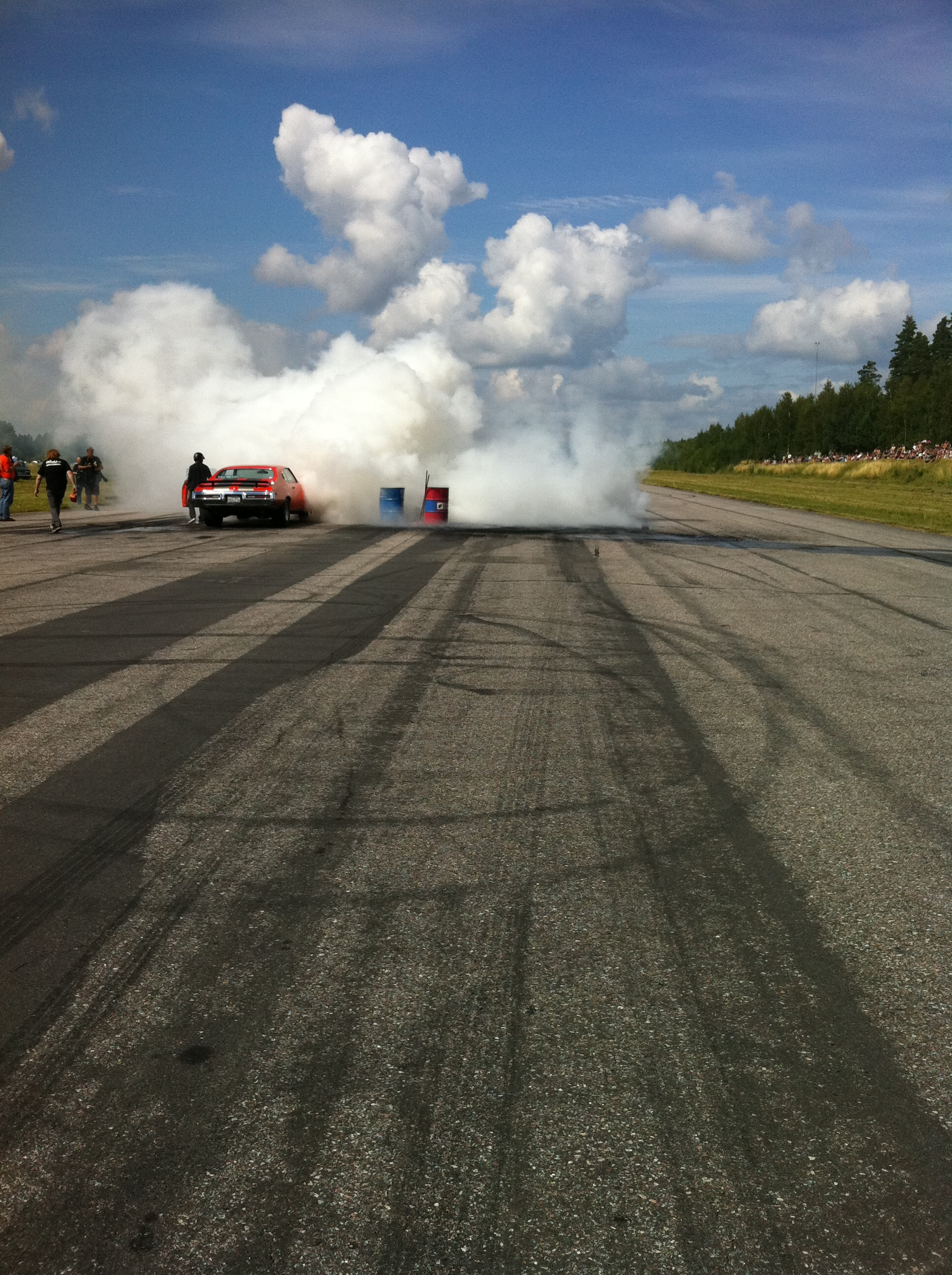
En bil i starten av en drag racing-bana

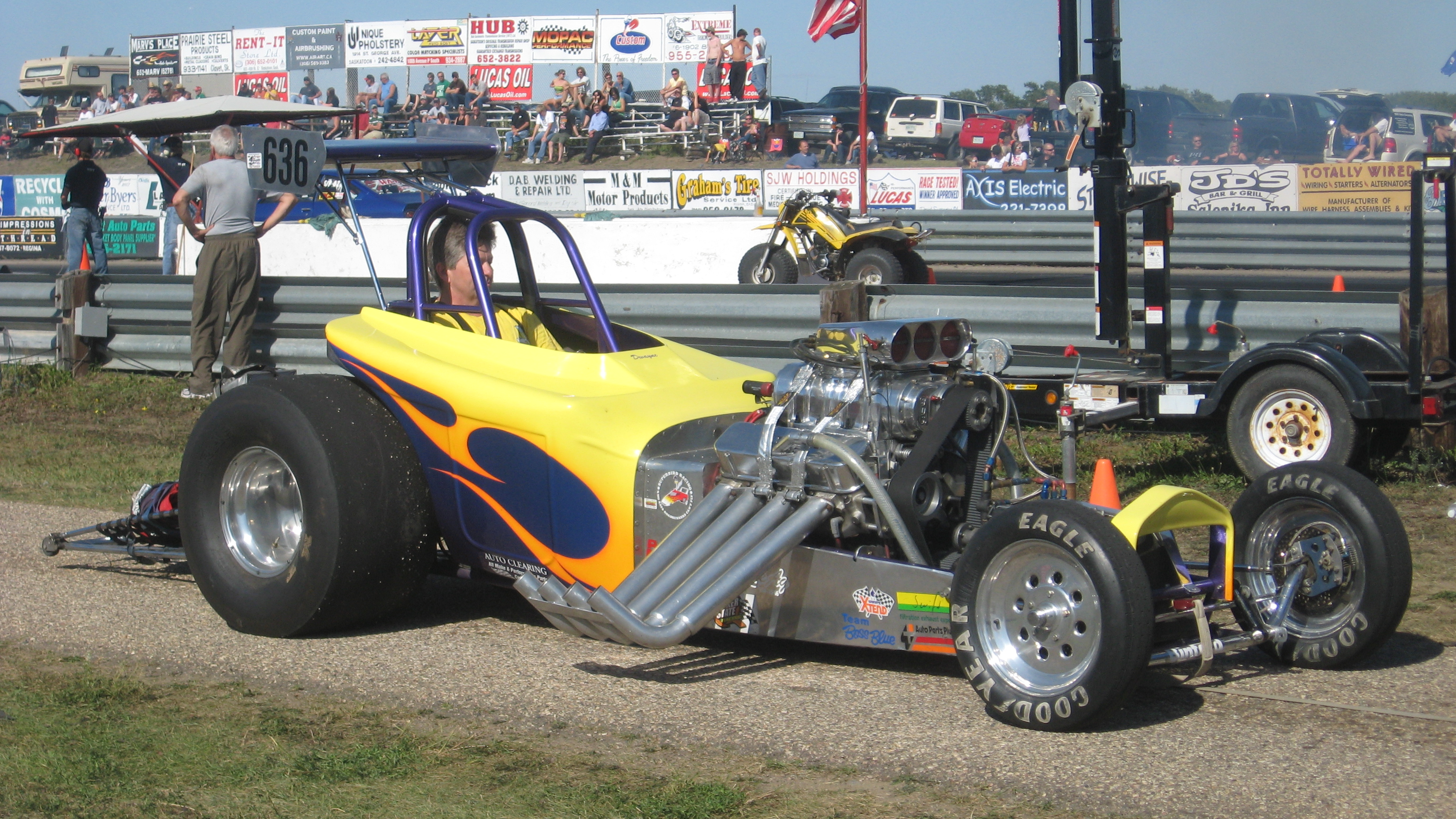
Dragster med kaross baserad på en 1927 års T-Ford.

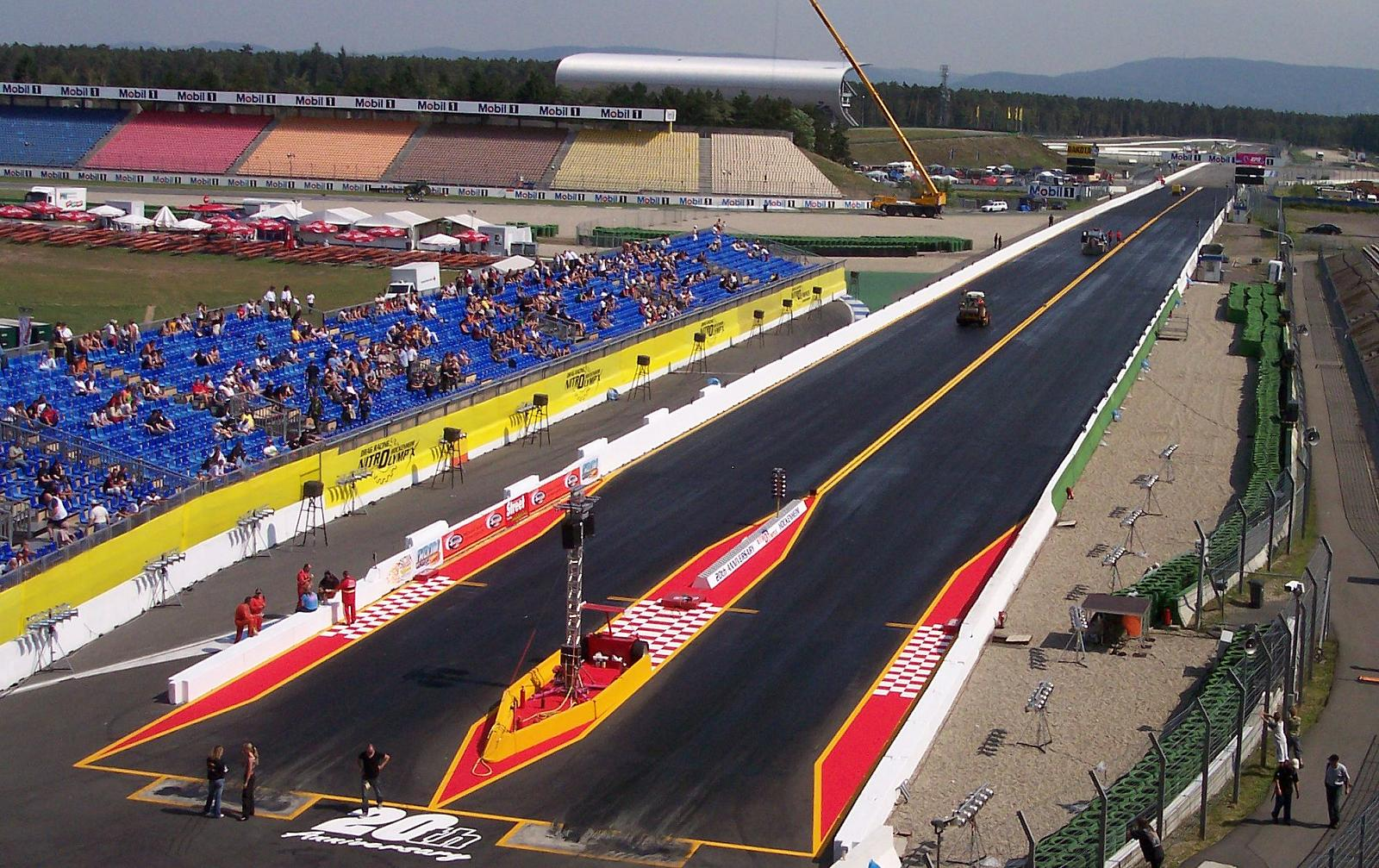
Dragracebana

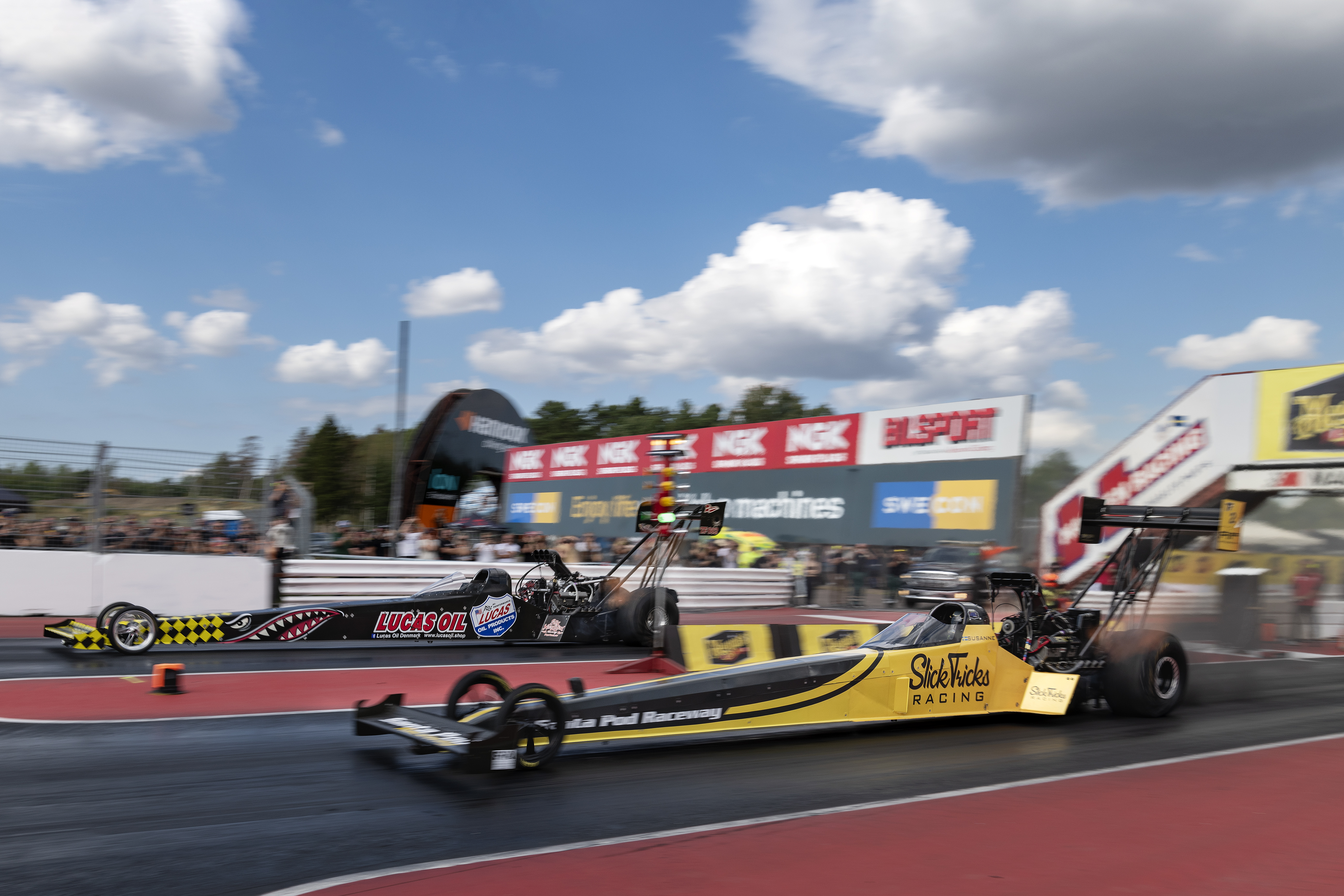
Den snabbaste klassen utgörs av Top Fuel Dragsters. Här Susanne Callin och Stig Neergaard på Mantorp Park 2023.

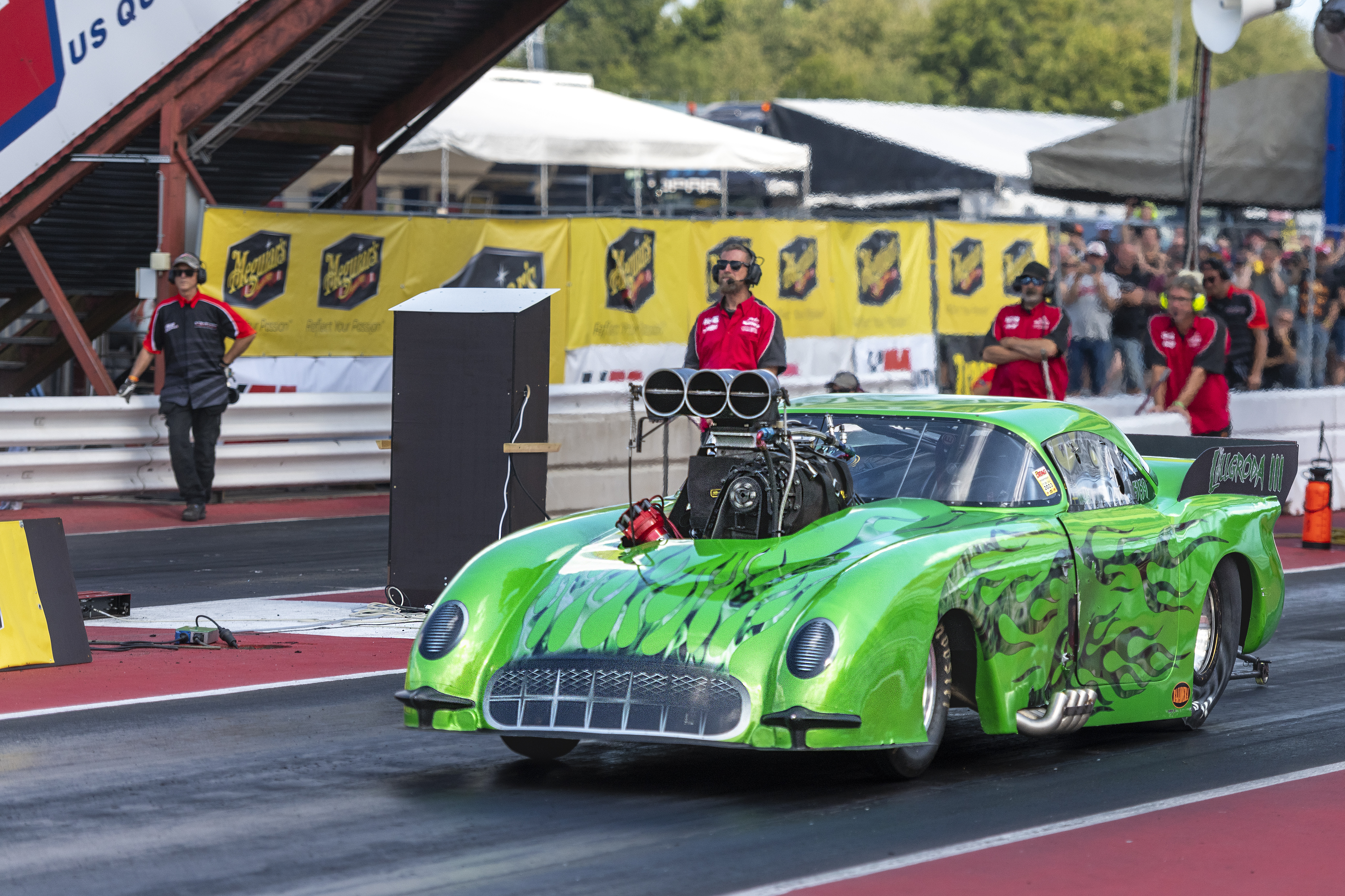
Klasserna Pro Mod, Top Doorslammers och Pro Xtreme utgörs av bilar som liknar gatbilar men har motorer på mellan 3 000 och 5 000 hästkrafter. Chevrolet Corvette 1953 Pro Extreme på Mantorp Park 2023

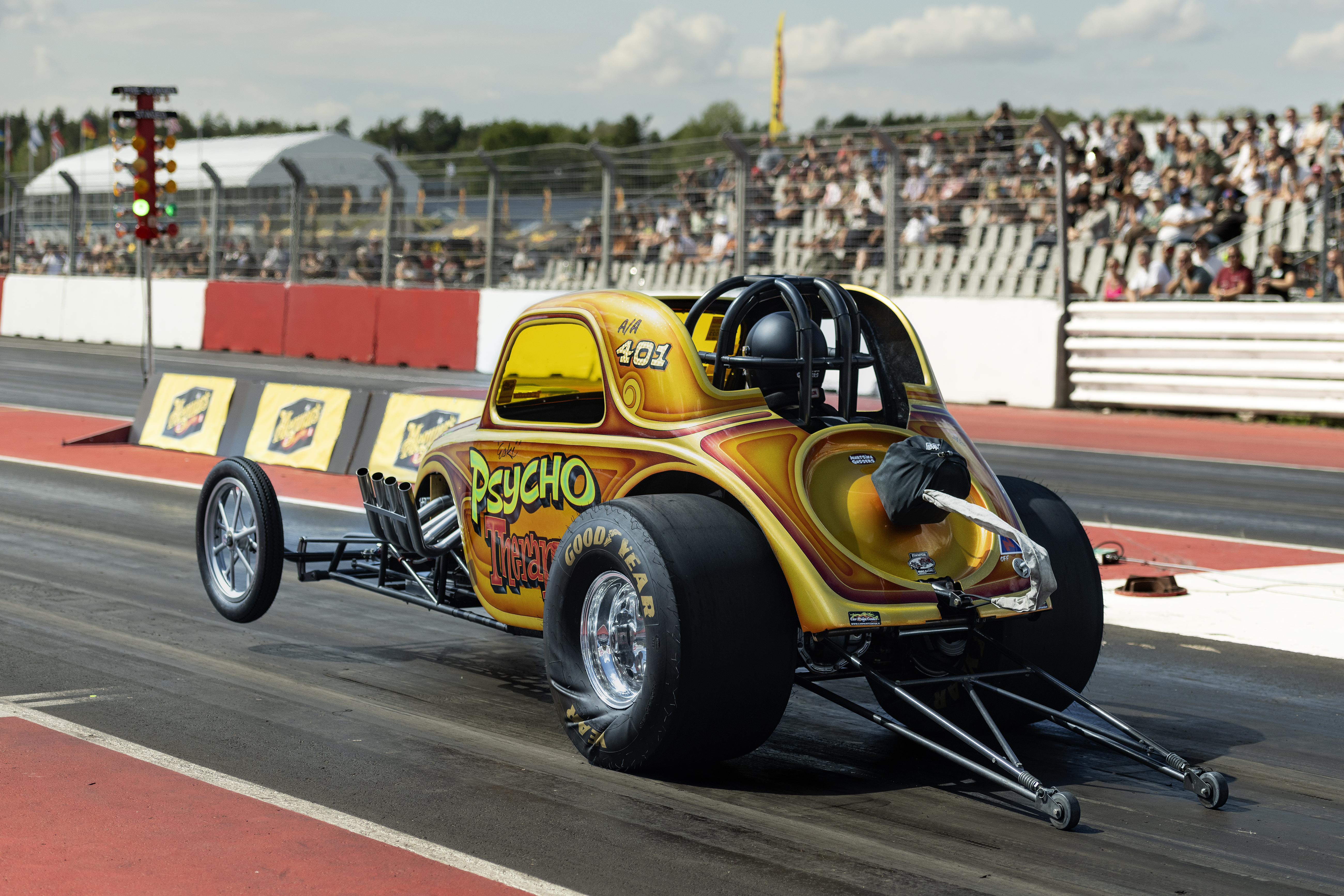
Inom dragracing tävlr man även i nostalgiklasser, bilar som är byggda på samma sätt som på 1950-60-talen. Här en A/G Gasser, Fiat Topolino på Mantorp Park 2023.

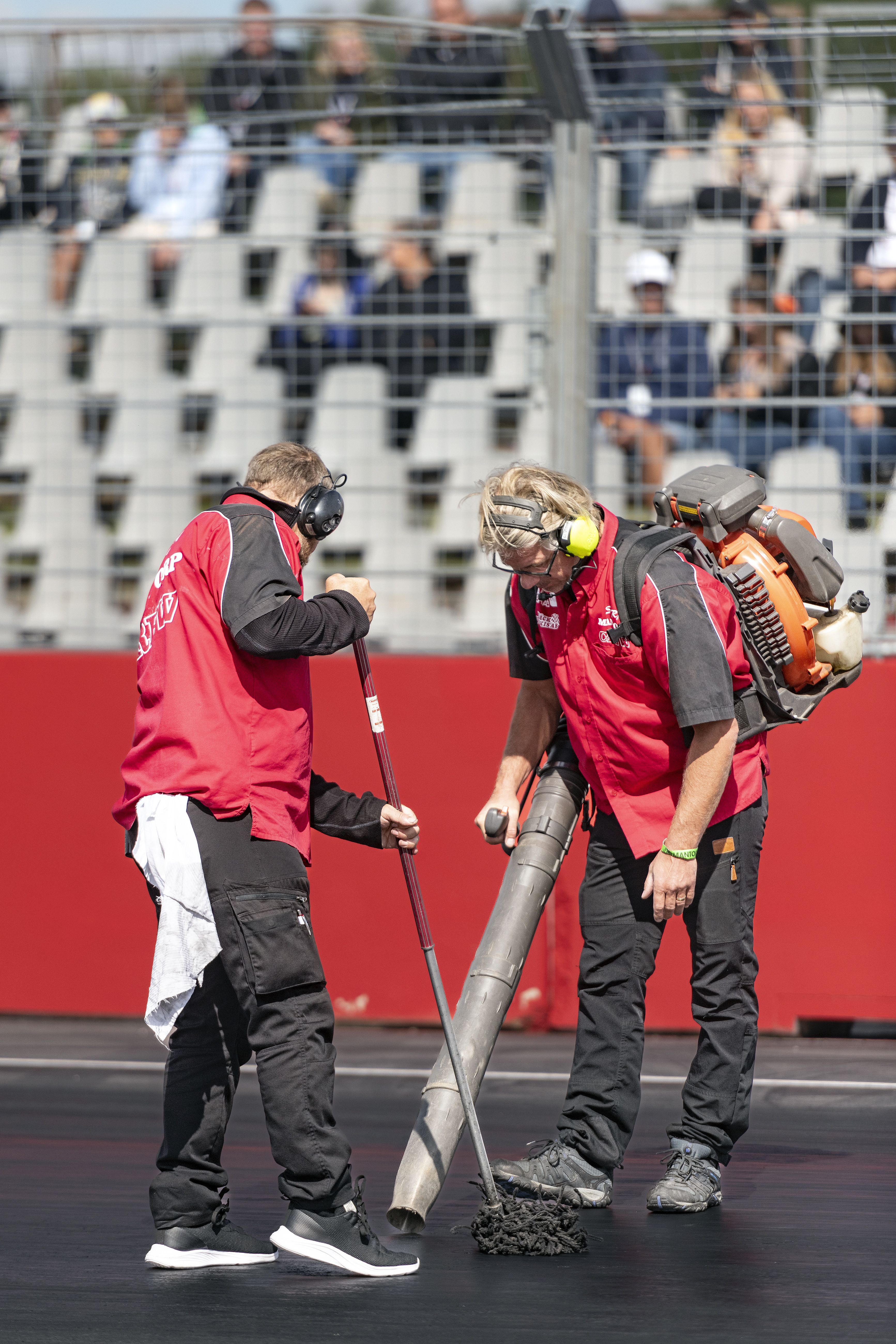
Banan städas regelbundet och måste vara fri från hala bandelar.

Dragracing är en motorsport där det gäller att från stående start köra 1/4 engelsk mil (402,336 m) eller 1/8 engelsk mil (201,168 m) så fort som möjligt. Sporten härstammar från USA. Man kan bedriva dragracing för många olika fordon, så som bilar, motorcyklar, snöskoters, båtar osv. Det gemensamma är att man försöker komma först i mål, oavsett fordonstyp.
Första tävlingen i Sverige ägde rum 1968 på Scandinavian Raceway utanför Anderstorp där man använde långa rakan

## Om sporten
Dragracing är en sport som äger rum på en rak bana med två fordon åt gången. Dragracing går ut på att passera mållinjen först. En av de viktigaste sakerna inom dragracingen är reaktionstiden. Detta är den tid från när bilen är stillastående tills den börjar rulla. Det är viktigt att ha en så bra reaktionstid som möjligt för att skaffa sig ett övertag gentemot sin motståndare.  
En dragracingtävling delas in i två moment kval och eliminering (utslagning). I kvalet gäller det att på bästa möjliga sätt att skaffa sig en så framskjuten position som det går. Det finns olika villkor för hur man blir inkvalad i de olika klasserna (se nedan). Efter kvalet så blir man indelad i en så kallad stege på ett sätt som liknar en tennisturnering. Vanligtvis sker en dragracingtävling på  1/4 engelsk mil (402,33 m), men det finns även banor som har halva sträckan 1/8 engelsk mil (201,16 m). De flesta klasserna kör 1/4 engelsk mil men det finns även de klasser som kör 1/8 engelsk mil. 
De snabbaste klasserna körde tidigare 1/4 engelsk mil, men då sluthastigheten började bli för hög beslöt man sig för att minska tävlingssträckan till 1000fot (304,8m). 
Man mäter tiden på olika ställen under sträckan som körs, för att få en uppfattning hur fort fordonet tar sig ner på banan.
Följande mätpunkter är de vanligaste: Reaktionstid, 60-feet, 100-meter + hastighet vid 100-meter, 201-meter + hastighet vid 201 meter och 402-meter + hastighet vid 402 meter.

### I Sverige
Det svenska rekordet för den snabbaste klassen Top Fuel Dragster är 4,800 sek över 1/4 engelsk mil med sluthastigheten 483 km/tim. Aktuella svenska rekord hittar man på SBF - Svenska Bilsportförbundets hemsida.
Det finns flera permanenta banor i Sverige, Pite Dragway, Tierp Arena i Tierp, Mantorp Park i Östergötland, Malmö Raceway i Malmö, Helsinge Raceway i Söderhamn och Sundsvall Raceway utanför Sundsvall. 
Malmö Raceway drivs av en ideell förening som heter SRIF - Skåne Racers Ideella Förening och banan i Malmö oljehamn är 201 meter (1/8 engelsk mil) lång och där bedrivs verksamhet från maj till september. I Lindesberg invigdes en ny väg som mestadels kan användas för dragracing. Vägen har gjorts bredare och försetts med betongmurar vid sidorna.
Flera flygfält har använts för tävlingar, till exempel i Barkarby, Borlänge, Bulltofta, Eskilstuna, Feringe, Fällfors, Hagfors, Kubbe, Landskrona, Mora, Nyköping, Orsa, Piteå, Tullinge (numera nedlagd), Tierp, Uppsala, Vårgårda, Säve, Bivaröd, Föne och Västerås.
Det finns flera olika klasser i dragracing. Både stora och små får köra. Man får börja köra redan det år man fyller åtta år med Jr Dragster eller det år man fyller tio med Jr. Dragbike.

## Tävlingsklasser

### Bilklasser
- Competition
- Junior Dragster
- Pro Modified
- Pro Stock
- Super Street klass där man ska ha en tid på över 10,90 sek. Ju närmare desto bättre. Hamnar man under 10,90 sek blir man utslagen. Super Street är en av de så kallade "Super klasserna", de andra är Super Gas och Super Comp.
- Super Gas klass där man ska ha en tid på över 9,90 sek. Ju närmare desto bättre. Hamnar man under 9,90 sek blir man utslagen.
- Super Comp klass där man ska ha en tid på över 8,90 sek. Ju närmare desto bättre. Hamnar man under 8,90 sek blir man utslagen.
- Super Stock
- Stock Eliminator
- Top Alcohol
- Top Fuel Dragster
- En Top Fuel Dragster och en Funny Car har samma utformning när det gäller motor och kraftöverföring till hjulen. Bilarna gör ungefär samma hastigheter och ligger på runt 4,7 sekunder på 402 meter (1/4 engelsk mile). Den stora skillnaden ligger i att den har kortare hjulbas och att den har heltäckande kolfiberkaross som gör att den liknar serieproducerade bilar.

- Top Methanol Dragster
- Top Methanol Funny Car

### Motorcykelklasser
- Bracket
- Funny Bike
- Pro Stock Bike
- Pro Street Bike
- Super Gas Bike
- Super Comp Bike
- Super Twin Bike
- Top Fuel Bike

Super Twin Top Gas är en motorcykelklass inom dragracing avsedd för tvåcylindriga motorcyklar som använder bensin som bränsle.

### Snöskoterklasser
- Pro Stock Snowmobile

## ET-Racing (Sverige)
Som ett komplement till klassracingen initierades ET-racingen i Sverige på sent 80-tal där säkerhet kom att bli nyckelordet.
Ju snabbare man framför ett fordon desto högre säkerhet.
Ett av problemen i dragracingens barndom i Sverige var just klassindelning. De som hade bilar från den amerikanska muskelepokens höjdpunkt hade svårt att klassa in i befintligt reglemente.
När så Svenska Bilsportförbundet öppnade dörren för racing utan klassindelning, dvs. fordonet klassificerades inte efter hur det var byggt, utan om rätt säkerhet fanns.
Nu kunde de snabbaste gatbilarna tävla under säkra former och den säkerhetsindelning som gjordes, och till stor del lever kvar idag, är följande med början från de långsammaste.

### Besiktningsklasser enligt säkerhetsindelning
- - 14,00 sekunder
- 13,99 - 12,00 sekunder
- 11,99 - 11,00 sekunder
- 10,99 - 10,00 sekunder
- 9,99 -  7,50 sekunder
- 7,49 -  6,00 sekunder

Med början 2013 kommer tidsintervallen 9,99 - 7,50 få ett avbrott vid 8,50 sekunder.
De ET-klasser som körs i Sverige idag kan sammanfattas i ovanstående tidsintervaller. Några av ET-klasserna har körts under många år och fått ett etablerat klassnamn
- Top Doorslammer - Klass som introducerades år 2001 i Mora med Kent Trenneman 6,95 sek/331km/h som första vinnare.
- Super Pro Street - Kördes 1994 - 2003/4 och återintroducerades 2010.
- Super Small Block - Etablerades under Nordic Pro Street Cup 1994.
- Pro Street - Etablerades 1996 som ett alternativ till Super Pro Street.
- Street - Startade även den med NPSC 1994 och har utvecklats till Street 10.5.
- Bracket - Gjorde sin entré 2002 och har bara vuxit i popularitet. Körs även under namnet ET Pro och ET Super Pro på många ställen.
- Gatbil Index A B C D E - Förenklad namngivning av de besiktningsklasser  ned till 7,50 sekunder. Gatbil Index A kör ner till 8,50 sekunder enligt kommande (2013) säkerhetsklass. Körs framförallt av MSDR sedan 2002.